# Nunney Castle
Nunney Castle är ett slott i Storbritannien.   Det ligger i grevskapet Somerset och riksdelen England, i den södra delen av landet, 160 km väster om huvudstaden London. Nunney Castle ligger 106 meter över havet.
Terrängen runt Nunney Castle är huvudsakligen platt, men åt sydost är den kuperad.Runt Nunney Castle är det ganska tätbefolkat, med 149 invånare per kvadratkilometer. Trakten runt Nunney Castle består i huvudsak av gräsmarker.